# 라르스 회르만데르
라르스 발테르 회르만데르(스웨덴어: Lars Valter Hörmander, 1931년 1월 24일 ~ 2012년 11월 25일)는 선형 편미분 방정식의 근대적 이론을 정립하는 데 선구에 선 스웨덴의 수학자이다. 1962년 필즈상을 수상했다. 그의 《선형 편미분 연산자 해석 I - IV》은 선형 편미분 연산자에 관한 표준적인 연구 성과로 불린다. 1950년 석사학위를 취득한 뒤 1953년부터 1954년까지 군복무를 수행하였으며 1955년 룬드 대학교에서 박사학위를 받았고 1968년부터 1996년에 명예교수가 되어 은퇴할 때까지 교수로 재직했다. 그러나 그는 스탠퍼드 대학교와 프린스턴 고등연구소를 포함한 미국의 여러 대학교와 스톡홀름 대학교에서 생산적인 연구 활동을 했다.

## 학력
- 1947년~1950년: 룬드 대학교 (석사)
- 1950년~1955년: 룬드 대학교 (박사)